# Margherita Schoch
Margherita Schoch (* 26. April 1940 in Rom) ist eine Schweizer Schauspielerin.

## Leben
Margherita (Margrit) Schoch, als einziges Kind einer deutschen Mutter und eines in Italien geborenen und aufgewachsenen Schweizer Vaters in Rom geboren, wuchs zweisprachig (Italienisch und Deutsch) auf. Sie kam 1945 in die Schweiz, wo sich ihre Familie zunächst in Zürich niederliess. Sie besuchte die Mittelschule in Lugano, wo sie mit 16 Jahren ihre Liebe am Schauspiel entdeckte, als in der Klasse ein Theaterstück aufgeführt werden sollte. Mit 17 Jahren zog sie von zu Hause aus und ging nach Zürich, wo sie sich in einem kleinen Mansardenzimmer im «Niederdörfli» einmietete.
Von 1959 bis 1961 absolvierte sie mit einem Stipendium ihre Ausbildung zur Schauspielerin am Bühnenstudio des Schauspielhauses Zürich (unter Leitung von Felix Rellstab). Währenddessen trat sie auch bereits am Schauspielhaus Zürich auf. Anschliessend erhielt sie für die Spielzeit 1961/62 einen Anfängervertrag.
Es folgten zahlreiche Theaterengagements in der Deutschschweiz, in Deutschland und Österreich. Zu ihren Bühnenstationen gehörten das Hechtplatztheater Zürich (Spielzeit 1961/62), der Klosterkeller an der Spiegelgasse Zürich (1962), das Torturmtheater Sommerhausen (1963), das Kornmarkttheater Bregenz (1964, als Ismene in «Antigone»), das Theater Ulm (1965–1967, im Festengagement), das Staatstheater Kassel (1967–1972, im Festengagement), die Komödie Basel (1969), die Wuppertaler Bühnen (1975; als Samiel in der Oper «Der Freischütz», Regie: Giancarlo del Monaco), das Stadttheater St. Gallen (1978, u. a. als Smeraldina in «Der Diener zweier Herren») und das Kurtheater Baden (1980). 1965–1967 gastierte sie ausserdem bei den Freilichtspielen Schwäbisch Hall.
1968 lernte Schoch während ihres Engagements am Staatstheater Kassel ihren Lebenspartner kennen, einen irischen Opernsänger, der als Heldentenor dort engagiert war. Mit ihm lebte sie zeitweise in einer Kommune. Aus der Beziehung ging eine Tochter hervor. Nach einer misslungenen Stimmbandoperation zog sich der Tenor von der Bühne zurück. Anfang der 1980er Jahre gab auch Schoch die Schauspielerei völlig auf. Die Familie zog ins Tessin, auf die Alpe Arla im Muggiotal, um sich eine Auszeit zu nehmen. Im Winter 1980/81 verliess der Vater die Familie. Schoch zog ihre Tochter fortan alleine gross und hielt sich zunächst mit verschiedenen Jobs, unter anderem als Kellnerin und als Deutsch-Konversationslehrerin, über Wasser. Als Tessiner Alpbäuerin arbeitete sie schliesslich in der Landwirtschaft und setzte sich für die nachhaltige Bewirtschaftung der Region ein. Ab Mitte der 1980er Jahre wandte sie sich der Krankenpflege zu. An der Kantonalen Psychiatrischen Klinik in Mendrisio begann sie mit Mitte Vierzig eine Ausbildung zur Psychiatriepflegerin, die sie 1987 mit dem Diplom als Psychiatrieschwester abschloss. Sie betreute in der Folgezeit fast 20 Jahre Schwerkranke im Palliativbereich und begleitete Sterbende mit Krebs im Endstadium bis zu ihrem Tod.
Seit 2004 ist Margherita Schoch wieder als Schauspielerin für Film und Fernsehen tätig. Ab 2008 nahm sie erneut Schauspielunterricht, besuchte Workshops und arbeitete in der Rollengestaltung und der Rollenarbeit u. a. mit Michaela Rosen und Lena Lessing. Sie ist auch als Rezitatorin aktiv.
Erste Filmarbeiten machte Schoch bereits in den 1960er Jahren, unter der Regie von Franz Josef Wild. Später drehte sie u. a. mit Mario Cortesi. In dem Film Die schwarzen Brüder von Xavier Koller, der ein dunkles Kapitel der Schweizer Geschichte schildert, den Verkauf von Söhnen und Kindern als Spazzacamini (ital. Kaminfeger) nach Mailand, spielte sie die Grossmutter (Nonna). Im Oktober 2017 ist Schoch in der ZDF-Serie «SOKO München» in insgesamt drei Folgen als Ornella zu sehen; sie spielt die italienische Mutter des Polizeiermittlers Theo Renner (Michel Guillaume), die in Positano ein Café betreibt, ihren Sohn anlässlich seines 50. Geburtstags in München besucht, und schliesslich (anlässlich des Serienausstiegs von M. Guillaume) gemeinsam mit ihm nach Italien zurückkehrt.
Schoch lebt mit ihrem Mann, den sie während ihrer Zeit als Pflegerin kennengelernt hatte, in Arogno, unweit des Monte Generoso, im Kanton Tessin.

## Filmografie (Auswahl)
- 1965: «Ein Tag im April» (Fernsehfilm)
- 1979/80: «Achterbahn» (Jugendspielfilm)
- 2011: «Profondo Amore» (Kurzfilm)
- 2013: «Die schwarzen Brüder» (Kinofilm)
- 2017: SOKO München (Fernsehserie, Seriennebenrolle)
- 2021: Das Mädchen und die Spinne
- 2022: A Forgotten Man
- 2025: Heldin